# 肯尼亞無宗教
| 肯尼亞宗教    | 肯尼亞宗教    | 肯尼亞宗教 | 肯尼亞宗教 | 肯尼亞宗教 |
| ------------- | ------------- | ---------- | ---------- | ---------- |
| 宗教          | 宗教          |            | 比例       | 比例       |
| 基督教        | 基督教        |            | 85.5%      | 85.5%      |
| 伊斯兰教      | 伊斯兰教      |            | 10.9%      | 10.9%      |
| 無宗教        | 無宗教        |            | 1.6%       | 1.6%       |
| 其他          | 其他          |            | 1.8%       | 1.8%       |
| 不知道/未回答 | 不知道/未回答 |            | 0.2%       | 0.2%       |

肯尼亞人中無宗教信仰的情況並不常見，僅有約 1.6% 的人口表示沒有宗教信仰。無神論在肯尼亞受到嚴重的汙名化。
哈里森・穆米亞（英語：Harrison Mumia）於2016年2月17日登記成立了肯尼亞首個無神論者協會。該協會成立不到三個月後，肯尼亞政府即暫停了其註冊。哈里森・穆米亞隨後向肯尼亞高等法院提起訴訟，挑戰該項暫停決定，並於2018年2月勝訴。

## 人口
根據2019年人口普查，約有75萬5千名肯尼亞人自認為是無宗教信仰者或無神論者。無神論倡議團體則聲稱，實際上無宗教信仰的肯尼亞人數接近150萬人。

## 肯尼亞著名非宗教人士
- 老巴拉克·奧巴馬[7]
- 理查德·利基[8]
- 哈里森・穆米亞（英語：Harrison Mumia），肯尼亞無神論者協會主席[9]
- 賽馬庫拉・穆基比（英語：Ssemakula Mukiibi），肯尼亞自由思想者協會（英語：Freethinkers Kenya Association；FIKA）主席[10]